# جائزة اليابان الكبرى 2000
جائزة اليابان الكبرى 2000 (بالإنجليزية: 2000 Japanese Grand Prix) هو سباق فورمولا 1 أقيم بتاريخ 8 أكتوبر 2000 في حلبة سوزوكا، ميه، اليابان. كان السادس عشر من أصل 17 في بطولة العالم لسباقات الفورمولا واحد موسم 2000.